# 平成18年台風第13号
平成18年台風第13号（へいせい18ねんたいふうだい13ごう、アジア名：サンサン、フィリピン名：ルイス）は、2006年（平成18年）9月に発生し、九州に上陸した台風である。九州に記録的な暴風や竜巻をもたらし、激甚災害に指定された。

## 経過

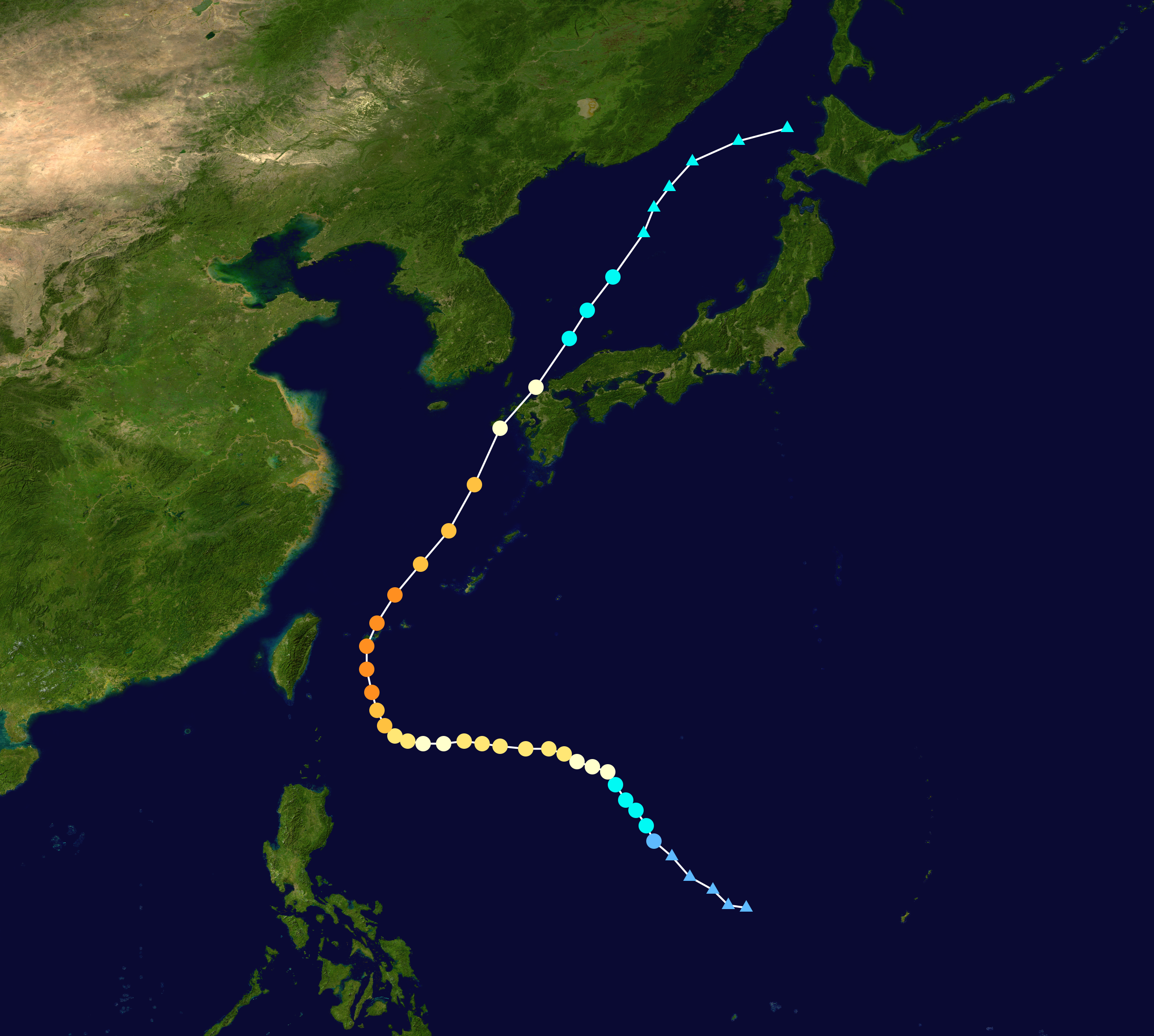
進路図

9月10日21時にフィリピン南東沖で発生し、アジア名「サンサン（Shanshan）」と命名された。命名国は香港で、少女の名前に由来する。なお、フィリピン大気地球物理天文局（PAGASA）はこの台風について、フィリピン名「ルイス（Luis）」と命名している。台風は発達しながら北西へ進み、16日に中心気圧919hPa、最大風速55m/sの猛烈な勢力となって石垣島付近を通過した後に進路を北東に変え、九州に接近した。17日時点での中心付近の最大風速は40m/sと強い勢力を維持し、同日18時過ぎに長崎県佐世保市付近に上陸、20時過ぎに福岡県福岡市付近から日本海（玄界灘）へ進んだ。
以後、日本海を北北東に北上し、山口県長門市、萩市の沖、隠岐諸島付近にかなり接近しながらスピードを上げていった。石川県輪島市の沖を通過すると、徐々にスピードが落ちて、奥尻島の西から方向を東向きに変更していった。18日6時に温帯低気圧に変わった。
また、台風から湿った空気が流れ込んで前線活動が活発化した影響で中国・九州地方に大雨をもたらし、大分県佐伯市蒲江では9月16日18時50分までの1時間雨量が122mmを観測した。また、宮崎県延岡市では9月17日に竜巻とみられる突風が発生し、大きな被害を出した。

### 気圧の経過
※時間はすべて日本標準時(JST)。日付は全て9月。
| 日時            | 気圧   | 最大風速等 |
| --------------- | ------ | ---------- |
| 10日21:00-24:00 | 998hPa | 18m(A)     |
| 11日03:00-06:00 | 994hPa | 20m        |
| 11日09:00-12:00 | 990hPa | 25m        |
| 11日15:00-21:00 | 985hPa | 30m(B)     |
| 11日21:00       | 975hPa | 35m        |
| 12日03:00       | 960hPa | 40m        |
| 12日09:00       | 950hPa | 45m        |
| 13日09:00       | 950hPa | 45m        |
| 14日09:00       | 950hPa | 45m        |
| 15日09:00-15:00 | 945hPa | 45m        |
| 15日15:00-21:00 | 935hPa | 50m        |
| 15日21:00       | 925hPa | 55m        |
| 16日03:00-09:00 | 919hPa | 55m        |
| 16日09:00-21:00 | 925hPa | 55m        |
| 16日21:00       | 930hPa | 50m        |
| 17日03:00-15:00 | 945hPa | 45m        |
| 17日15:00-21:00 | 950hPa | 40m(C)     |
| 17日21:00       | 965hPa | 35m        |
| 18日03:00-09:00 | 975hPa | 30m        |
| 18日09:00-15:00 | 980hPa | 30m        |
| 18日15:00-21:00 | 985hPa | 25m(D)     |
| 18日21:00       | 986hPa | (E)        |

- A - 発生
- B - 暴風域発生
- C - 後に佐世保に上陸
- D - 15時頃暴風域消滅
- E - 温帯低気圧に変わる

## 各地の風速
9月16日に沖縄県竹富町西表島で最大瞬間風速69.9m/sを観測した。九州北部では沿岸部を中心に平成3年台風第19号以来の記録的な暴風となり、福岡市で観測史上二位の最大瞬間風速49.0m/s、佐賀市で観測史上三位の最大瞬間風速50.3m/s、長崎県の野母崎では観測史上最大の最大風速46m/sを観測した。
| 最大瞬間風速 |              |                 |
| 地点         | 最大瞬間風速 | 観測日時        |
| 西表島       | 69.9m        | 9月16日4時22分  |
| 石垣島       | 67.0m        | 9月16日7時10分  |
| 雲仙岳       | 58.1m        | 9月17日16時20分 |
| 甑島         | 55.6m        | 9月17日13時23分 |
| 与那国島     | 54.5m        | 9月16日6時13分  |
| 五島市       | 53.4m        | 9月17日17時02分 |
| 宮古島       | 51.4m        | 9月16日11時16分 |
| 佐賀市       | 50.3m        | 9月17日18時50分 |
| 福岡市       | 49.0m        | 9月17日19時38分 |
| 佐世保市     | 43.5m        | 9月17日17時26分 |
| 長崎市       | 43.5m        | 9月17日17時33分 |
| 天草市牛深   | 43.0m        | 9月17日15時27分 |
| 山口市       | 42.2m        | 9月17日21時33分 |
| 久米島       | 42.0m        | 9月16日19時02分 |
| 枕崎市       | 41.9m        | 9月17日14時34分 |
| 飯塚市       | 40.0m        | 9月17日20時04分 |
| 日南市油津   | 39.3m        | 9月17日13時22分 |
| 鹿児島市     | 39.3m        | 9月17日14時44分 |
| 阿久根市     | 38.9m        | 9月17日16時45分 |
| 奄美大島     | 38.5m        | 9月17日1時49分  |
| 沖永良部島   | 38.5m        | 9月17日1時49分  |
| 枕崎市       | 38.4m        | 9月17日13時50分 |
| 阿蘇山       | 38.1m        | 9月17日16時44分 |
| 下関市       | 37.0m        | 9月17日19時09分 |
| 那覇市       | 36.1m        | 9月16日22時06分 |
| 広島市       | 34.9m        | 9月18日2時10分  |
| 浜田市       | 32.2m        | 9月18日2時40分  |
| 倶知安町     | 30.6m        | 9月20日5時18分  |
| 札幌市       | 29.5m        | 9月20日6時27分  |
| 宇和島市     | 28.1m        | 9月17日23時21分 |
| 呉市         | 26.3m        | 9月18日2時29分  |

| 最大風速       |          |                 |
| 地点           | 最大風速 | 観測日時        |
| 石垣島         | 48m      | 9月16日6時50分  |
| 長崎市野母崎   | 46m      | 9月17日17時10分 |
| 竹富町志多阿原 | 46m      | 9月16日2時10分  |

## 被害
沖縄県や長崎県、佐賀県、福岡県、大分県、宮崎県などで強風や突風による被害が著しく、保険金支払額は1件の風水害による支払額としては過去7番目の規模の1,320億円に達した。
台風による人的被害は死者9人、行方不明者1人を出した。また、北海道と中国・四国・九州地方で重傷35人、軽傷413人の被害者を出した。また、住宅被害も、中国・九州地方で全壊159棟、半壊514棟の大きな被害が出た。避難勧告は最大で44,348世帯、107,625人に及んだ。
農業においては、福岡県では集中豪雨の影響で冠水による被害が出た。また、満潮と強風が重なったため筑紫平野を中心に有明海沿岸の広い地域で塩害が発生し、さらにその後の雨量が少なかったため、田畑のほか街路樹や山林にも被害が出た。米については、10月時点の九州の平均作況指数が過去最低の78となるなど北部を中心に影響が大きかった。
沖縄県、長崎県、佐賀県、福岡県を中心に最大で約80万世帯で停電し、数日間続いた地域もあったものの、20日までにほぼ全世帯で復旧した。
沖縄県
- 石垣市電柱の折損倒壊が221本、19,000世帯(全世帯の約8割)が停電。電話の不通1,200回線。

家屋全壊35棟、半壊40棟。
家屋全壊で、一時住民3名が下敷き、ガラス破損によるけが人、ドアに挟まれるなどのけが人相次ぎ、重傷者4名、軽傷者51名。
宮崎県
- 延岡市で竜巻が原因と見られる突風が発生し、一部の家屋が全半壊の被害。このうち家屋や店内の商品棚の倒壊に巻き込まれるなどして3人が死亡。後の調査でこの竜巻の規模は風速50～69m/sにあたる「F2」だったことが判明した。また、日豊本線延岡～南延岡間で別府発南延岡行き（台風のため、行先が宮崎空港から変更）となった特急「にちりん9号」が突風で脱線、乗客と運転士計6名が負傷。（JR日豊本線脱線転覆事故）

大分県
- 臼杵市でダウンバースト現象が原因と見られる突風で19棟が全半壊の被害。
- 佐伯市でモルディブ船籍のフェリーが転覆。海に投げ出された乗務員5人のうち1人が死亡。

熊本県
長崎県
- 三菱重工業長崎造船所のクレーンが強風にあおられ倒壊し、タービン製造工場屋根を突き破り破壊。
- 長崎市田中町の海沿いの市道が、風浪により120メートルに亘って崩壊。
- 長崎県亜熱帯植物園敷地のアスファルトが強風で広範囲に剥ぎ取られる。建物、設備にも被害。これらが2017年閉園の要因となる。
- 長崎県内で停電相次ぐ。ピーク時に九州電力長崎営業所管内の全戸数の約4割に当たる296,800戸が停電。
- 長崎市山王神社の被爆クスノキに被害。
- 長崎市などを中心に屋根瓦の飛散、自動車のガラス破損などの被害相次ぐ。瓦や自動車ガラスが品不足に。
- 海水が吹き上げられたことによる塩害で、長崎県の特産品ビワに打撃。長崎市の試算では被害額は約15億円、翌年の出荷量は例年の1割程度の見込み。その他の甘橘類もほぼ全滅。
- 同じく塩害のほか害虫や少雨などにより、県南部を中心に米も被害を受けたため10月時点の作況指数は過去最低の68となった。

佐賀県
- 台風通過前の大雨により伊万里市の徳須恵川で鉄砲水が発生し、1人死亡。また、同市黒川町でも鉄砲水が発生し、2人が死亡。
- 農業被害は米や大豆を中心に120億円を超え、干拓地を中心に作付面積の約半分が被害を受ける過去最悪の塩害となり、10月時点の米の作況指数は過去最低の49となった。

福岡県
- 塩害などの影響で農業被害は米や梨などを中心に80億円に上り、10月時点の米の作況指数は13年ぶりに低い76となった。
- 9月17日20時ごろに北九州港青浜海岸で韓国籍の貨物船が座礁した。
- 福岡市の大濠公園

広島県
- 住宅被害は全壊4棟、半壊6棟、一部破損27棟、床上浸水74棟、床下浸水441棟に上った。
- 広島市安佐北区の太田川の支流鈴張川で、川の見回りに来ていた消防団員の男性が川に流され、翌日、市内中心部の京橋川で遺体で発見された。また、現地を取材に来ていた中国新聞の記者が行方不明のままである。

| 順位 | 名称                               | 国際名   | 中心気圧（hPa） | 観測年月日                | 観測地点           |
| ---- | ---------------------------------- | -------- | --------------- | ------------------------- | ------------------ |
| 1    | 沖永良部台風 （昭和52年台風第9号） | Babe     | 907.3           | 1977年（昭和52年）9月9日  | 沖永良部（鹿児島） |
| 2    | 宮古島台風 （昭和34年台風第14号）  | Sarah    | 908.1           | 1959年（昭和34年）9月15日 | 宮古島（沖縄）     |
| 3    | 室戸台風                           | -        | 911.6           | 1934年（昭和9年）9月21日  | 室戸岬（高知）     |
| 4    | 平成15年台風第14号                 | Maemi    | 912.0           | 2003年（平成15年）9月11日 | 宮古島（沖縄）     |
| 5    | 枕崎台風 （昭和20年台風第16号）    | Ida      | 916.1           | 1945年（昭和20年）9月17日 | 枕崎（鹿児島）     |
| 6    | 第2室戸台風 （昭和36年台風第18号） | Nancy    | 918.0           | 1961年（昭和36年）9月15日 | 名瀬（鹿児島）     |
| 7    | 昭和5年8月の台風 （名称なし）      | -        | 922.0           | 1930年（昭和5年）8月9日   | 南大東島（沖縄）   |
| 8    | 昭和38年台風第14号                 | Gloria   | 923.5           | 1963年（昭和38年）9月10日 | 石垣島（沖縄）     |
| 9    | 平成18年台風第13号                 | Shanshan | 923.8           | 2006年（平成18年）9月16日 | 西表島（沖縄）     |
| 10   | 平成16年台風第18号                 | Songda   | 924.4           | 2004年（平成16年）9月5日  | 名護（沖縄）       |